# Delugan-Meissl-Tower
Der Delugan-Meissl-Tower ist ein Wohnhochhaus am Kamm des Wienerberges in der österreichischen Bundeshauptstadt Wien. Es befindet sich in der sogenannten Wienerberg City und hat eine Gesamthöhe von 108 m. Der Turm ist benannt nach dem Architekten-Büro Delugan Meissl, das ihn auch geplant hat. Die Bauzeit des Wohnturmes belief sich auf zwei Jahre (2003–2005) und seither ist er einer der höchsten Wolkenkratzer in Wien. Die Nutzfläche des gesamten Hochhauses (23.300 m²) entfällt auf Wohnungen und damit ist er einer der größten Wohnkomplexe der Stadt.